# 荊長路駅
荊長路駅（けいちょうろえき）は、中華人民共和国浙江省杭州市余杭区文一西路と荊長路の交差点に位置する杭州地下鉄19号線の駅。

## 歴史
当駅は計画当初、環境影響評価および2019年の第一次入札段階では換気施設のみの設備とされ、旅客化は検討されていなかった。しかし、その後の計画により、将来開業予定の13号線の接続駅とする計画が立ち上がったため、2021年の再入札時に正式な駅施設としての計画に変更された。
- 2022年9月22日：19号線が開通。当駅は既に工事がは完了していたものの、他駅との同時開業は見送られた[5]。
- 2025年
  - 3月5日：同年6月の開業に向けて、ドアの開閉試験を開始。列車の運転停車が開始された[6]。
  - 6月30日：正式に開業[7]。

## 駅構造
島式ホーム1面2線を有する地下駅。

### のりば
案内上ののりば番号は設定されていない。
| 路線     | 方向 | 行先                                          |
| -------- | ---- | --------------------------------------------- |
| ■ 19号線 | 下り | 火車西站・苕渓方面                            |
| ■ 19号線 | 上り | 火車東站（東広場）・ 蕭山国際機場・永盛路方面 |

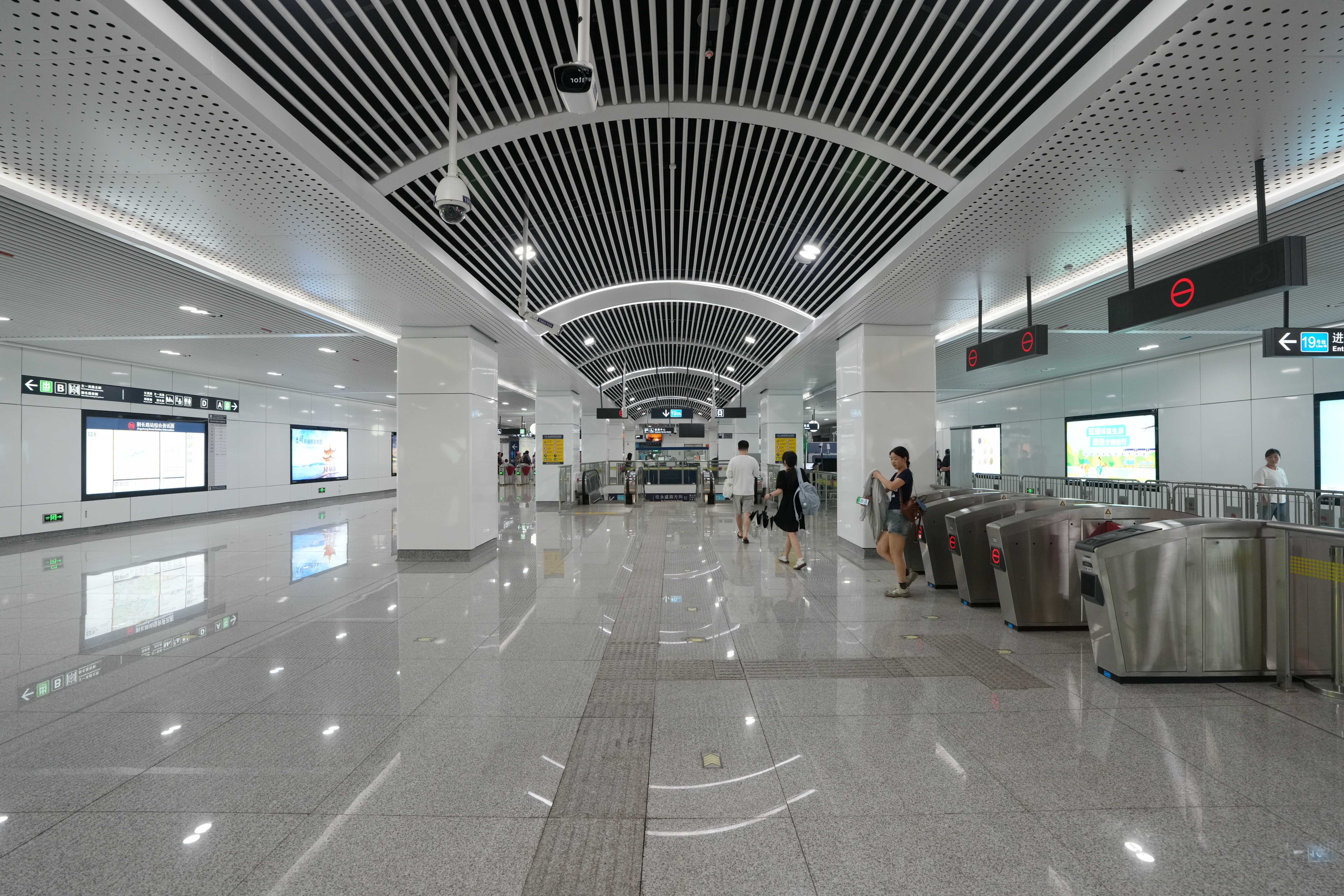
コンコース
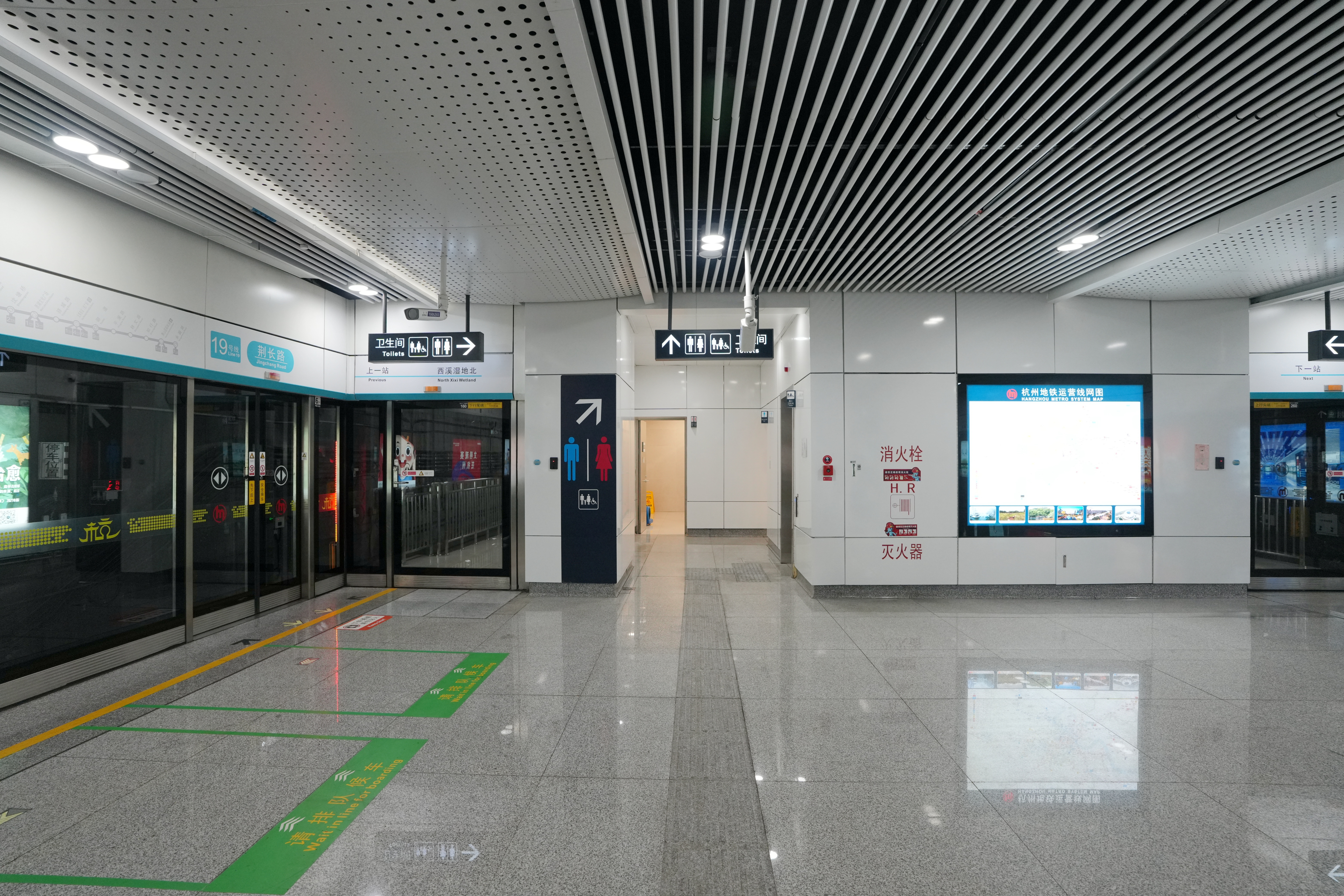

## 駅周辺
- 飛鳥客商務中心
- 周家㘰
- 杭州未来科技城国際人才園
- 西渓北苑東区
- 博雅城
- 渓水園
  - 竹窓苑
  - 火柿苑
  - 映波苑
- 西渓八方城

## 隣の駅
杭州地下鉄
■ 19号線
海創園駅 - 荊長路駅 - 西渓湿地北駅